# Lilatönkű pókhálósgomba
A lilatönkű pókhálósgomba (Cortinarius evernius) a pókhálósgombafélék családjába tartozó, Európában és Észak-Amerikában honos, nedves talajú fenyvesekben élő, nem ehető gombafaj. 

## Megjelenése
A lilatönkű pókhálósgomba kalapja 4-8 (11) cm széles, alakja fiatalon domború, később harangszerű, idősen szélesen púpos. Felszíne sima, a szélén szálas. Igen higrofán: színe nedvesen lilásbarna, vörösbarna; kiszáradva halvány okkerbarna. Szélén fehéres burokmaradványok lehetnek.
Húsa vékony, barna, lilásbarna (a tönkben inkább lilás, főleg a tövénél). Szaga és íze nem jellegzetes, esetleg kissé retekszagú lehet.
Kissé ritkás lemezei felkanyarodók, élük halványabb és fogazott. Színük eleinte lilás-ibolyás, éretten szürkésbarna vagy fahéjbarna. 
Tönkje 8-20 cm magas és 0,7-1,2 cm vastag. Alakja karcsú, gyakran szabálytalan, megcsavarodó, a töve felé vékonyodó. Színe eleinte halványlilás, később fehéres, a töve lilás marad. A fiatal lemezeket védő fehéres, pókhálószerű kortina a tönkön maradhat. 
Spórapora rozsdabarna. Spórája ellipszis vagy majdnem mandula alakú, közepesen rücskös, mérete 8,5-11 x 5-6,5 µm.

### Hasonló fajok
A kétszínű pókhálósgomba, a muskátliszagú pókhálósgomba, a pelyhes pókhálósgomba, a barna pókhálósgomba hasonlít hozzá. 

## Elterjedése és termőhelye
Európában és Észak-Amerikában honos. 
Nedves talajú fenyvesekben található meg, gyakran tőzegmoha között. Júliustól októberig terem. 

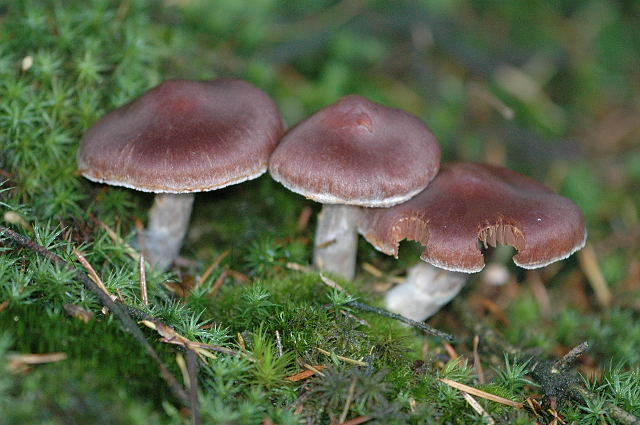
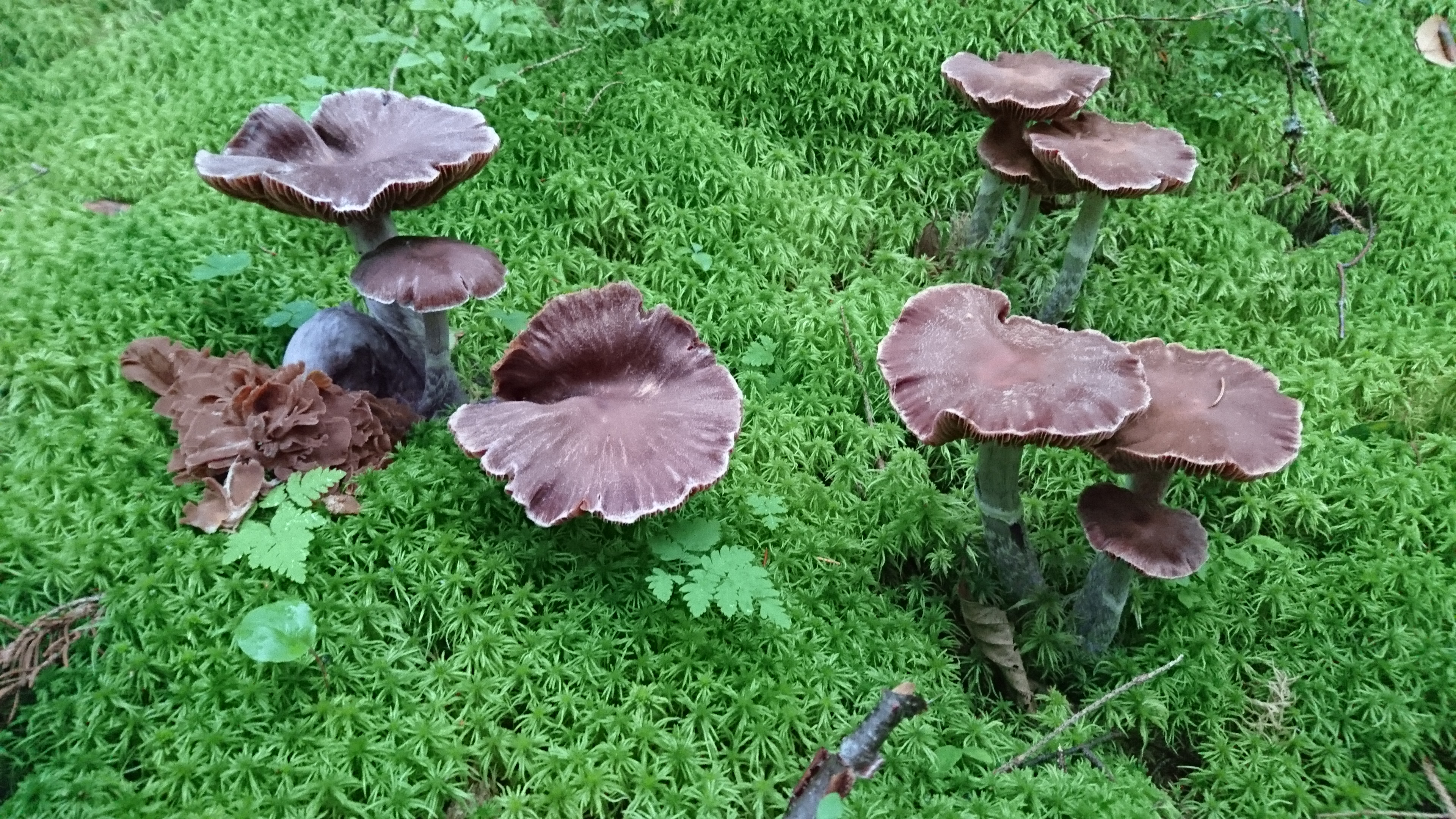
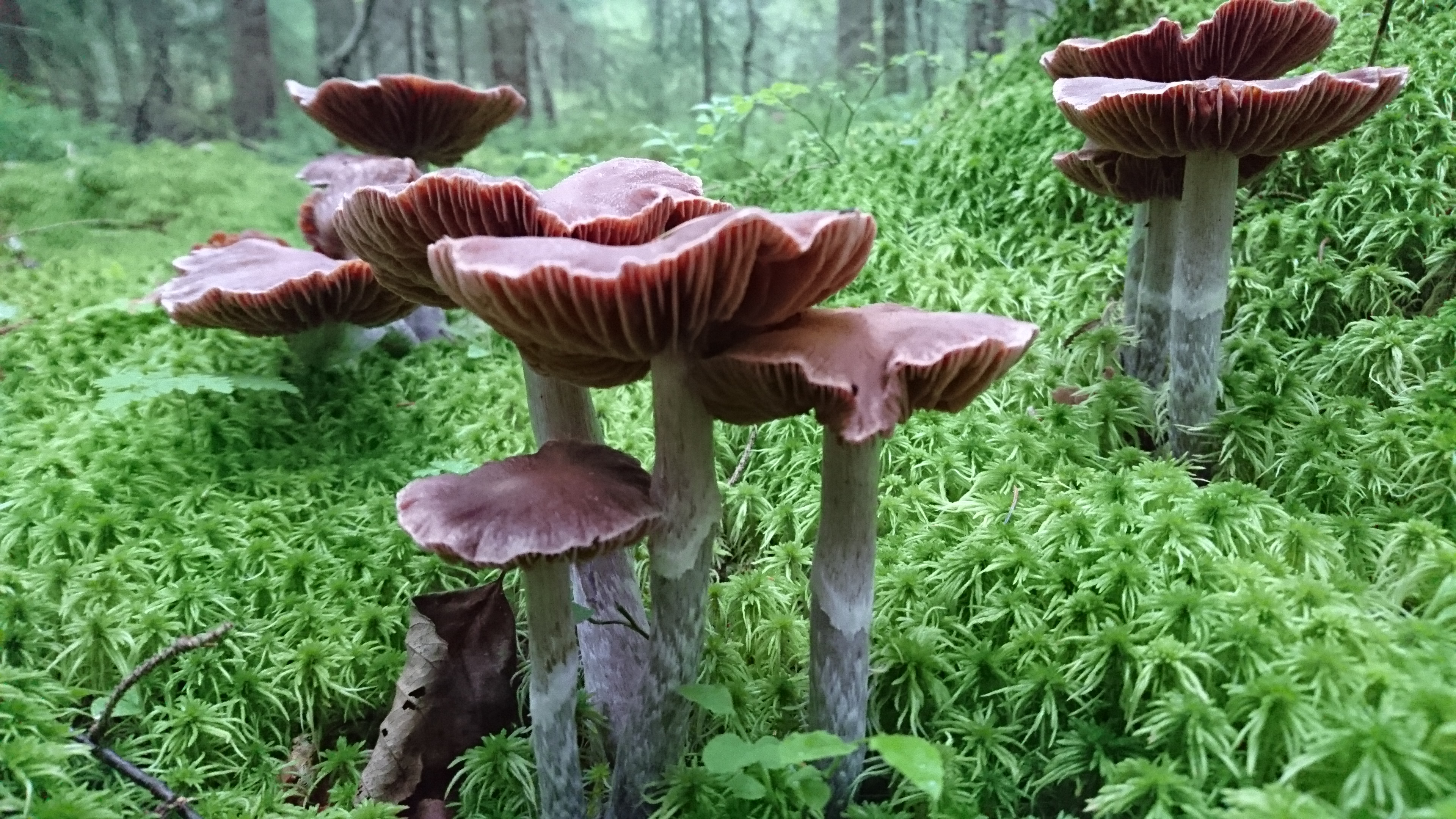
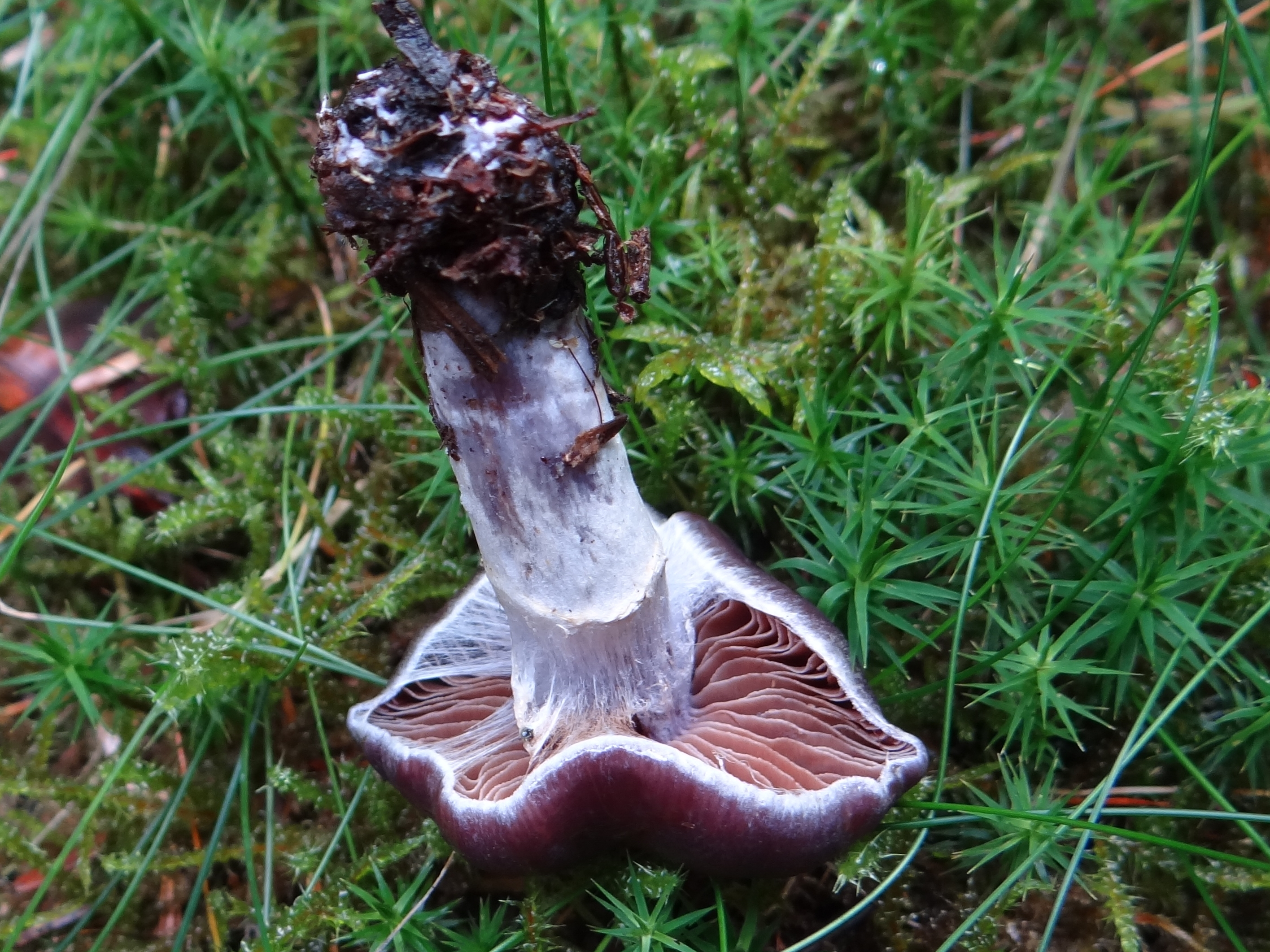
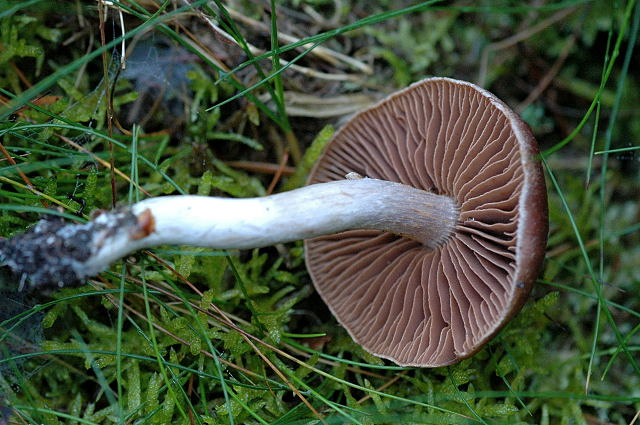

Nem ehető. 